# Markus Björkqvist
Markus Björkqvist, né le 4 septembre 2003 à Malmö en Suède, est un footballeur suédois qui évolue au poste de milieu central au Trelleborgs FF.

## Biographie

### En club
Né à Malmö en Suède, Markus Björkqvist commence le football au Bara GIF, avant d'être formé par le club de sa ville natale, le Malmö FF. Il rejoint l'Husie IF, avant de retourner au Malmö FF en 2018. Le 17 juin 2021, il signe son premier contrat professionnel, en même temps que Aleksander Nilsson. Il est alors lié au club jusqu'en décembre 2023,.
Il joue son premier match en professionnel le 24 juillet 2021, lors d'une rencontre de championnat face au Mjällby AIF. Il entre en jeu à la place de Sebastian Nanasi lors de cette rencontre remportée par son équipe sur le score de deux buts à zéro,.
Il devient champion de Suède en 2021.
Le 27 janvier 2022, Björkqvist est prêté par Malmö au Utsiktens BK pour une saison, soit jusqu'à la fin de l'année,.
Le 24 mars 2023, Markus Björkqvist quitte définitivement le Malmö FF afin de s'engager en faveur du Trelleborgs FF. Il est présenté officiellement le 18 avril 2023 et signe un contrat de deux ans, soit jusqu'en décembre 2024,.

### En sélection
En mai 2019, Markus Björkqvist est appelé pour la première fois avec l'équipe de Suède des moins de 16 ans.
Le 10 novembre 2021, avec les moins de 19 ans, il marque un but contre la Suisse, permettant à son équipe d'arracher la victoire (1-2, éliminatoires de l'Euro).

## Palmarès
Malmö FF
- Championnat de Suède (1) :
  - Champion : 2021.